# Cesare Valletti

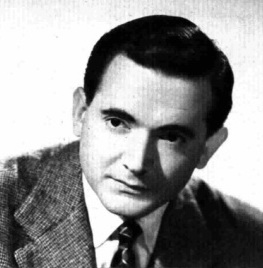
Cesare Valletti, 1958

Cesare Valletti (18. Dezember 1922 in Rom – 13. Mai 2000 in Genua) war ein italienischer Opernsänger (Tenor). Er sang an bedeutenden Bühnen und mit berühmten Partnerinnen, unter anderem mit Maria Callas, Anna Moffo, Birgit Nilsson, Leontyne Price und Renata Tebaldi.
Er galt als der beste „tenore di grazia“ seiner Zeit, war ein gefragter Liedsänger und an der Renaissance der Opern Rossinis in den 1960er Jahren wesentlich beteiligt.

## Leben und Wirken
Cesare Valletti, als Sohn eines Arztes geboren, studierte zunächst in seiner Heimatstadt Rom und wurde später Schüler des berühmten italienischen Tenors Tito Schipa. Sein Bühnendebüt gab er 1947 am Teatro Petruzzelli in Bari als Alfredo in La traviata, woraufhin sich eine schnelle Karriere an den italienischen Operntheatern entwickelte, besonders in Mozart-Opern und mit Partien aus der Bereich der klassischen Belcanto-Tradition.
1947/48 war er an der Oper Rom engagiert. 1950 trat er gemeinsam mit Maria Callas und Mariano Stabile als Partnern am Teatro Eliseo in Rom in Il turco in Italia auf. Ab 1950 sang er regelmäßig auch an der Mailänder Scala, an der er insbesondere in lyrischen Partien wie Graf Almaviva, Lindoro und Nemorino große Erfolge hatte. Mit dem Ensemble der Mailänder Scala gastierte er 1950 als Fenton in Falstaff erstmals am Londoner Royal Opera House Covent Garden, wo er 1953, wiederum mit Maria Callas als Partnerin, auch den Alfredo in La Traviata sang. 1951 gastierte er am Opernhaus von Mexiko-Stadt.
Sein US-Debüt machte er 1953 als Werther an der San Francisco Opera. Im Dezember 1953 debütierte er an der Metropolitan Opera als Don Ottavio in Don Giovanni. Valletti gehörte der Metropolitan Opera für die folgenden sieben Spielzeiten als festes Ensemblemitglied an und sang dort Rollen wie Tamino, Ferrando, Ernesto, Graf Almaviva und Des Grieux in insgesamt 80 Aufführungen. Vallettis ungeplante letzte Aufführung an der Metropolitan Opera fand im Februar 1960 statt, als Don Ottavio unter Karl Böhm. In der Saison 1960/61 sollte Valletti in einer Neuproduktion von L’elisir d’amore den Nemorino singen; er wurde jedoch nach einer Auseinandersetzung mit dem damaligen MET-Generalmanager Rudolf Bing, deren Hintergründe niemals bekannt wurden, nach den Kostümproben durch Dino Formichini ersetzt und trat nie wieder dort auf.
Valletti gastierte weiter am Teatro Colon in Buenos Aires, am Opernhaus von Rio de Janeiro, in Chicago, Paris und Amsterdam. Er trat auf zahlreichen internationalen Opern- und Musikfestspielen auf. 1950 stand er im Rahmen der Zürcher Festwochen als Graf Almaviva auf der Bühne. Er sang beim Glyndebourne Festival, bei den Musikfestspielen von Aix-en-Provence, in Verona und beim Maggio Musicale Fiorentino.
Bei den Salzburger Festspielen gastierte er im Sommer 1960 als Don Ottavio in Don Giovanni unter Herbert von Karajan, sang außerdem zwei Arien Mozarts im Rahmen einer Mozart-Matinee und gab einen Liederabend, begleitet von Leo Taubmann, mit Werken von Händel, Sarti, Pasquini, Scarlatti, Pizzetti, Berlioz und Robert Schumann.
Zu seinem Repertoire gehörten auch das deutsche Kunstlied und die populären italienischen Canzoni. Als Zugaben in seinen Liederabenden wählte er fallweise Arien aus Opern, die er auf der Bühne nicht sang, beispielsweise aus Boitos Mefistofele oder das „Lamento“ des Federico aus Cileas L’Arlesiana.
1967 beendete er offiziell seine Karriere, doch trat er 1968 noch einmal beim Caramoor Festival in Katonah, im US-Bundesstaat New York, als Nerone in Monteverdis Oper L’incoronazione di Poppea auf.
Valletti war mit Nicoletta Braibanti verheiratet, einer Enkeltochter des Komponisten Ildebrando Pizzetti. Nach Beendigung seiner Sängerlaufbahn trat er in die Mailänder Firma seines Schwiegervaters ein, der Maschinen für italienische Pasta herstellte, und wurde deren Direktor. Valletti, der in Mailand lebte, starb im Alter von 77 Jahren an einem Herzanfall in seinem Hotelzimmer in Genua, wo er sich wegen einer Leberkrebs-Behandlung aufhielt.

## Rollen (Auswahl)
| Bellini: - Elvino in La sonnambula Borodin: - Wladimir in Fürst Igor Cimarosa: - Tiburno in Il credulo - Paolino in Il matrimonio segreto Donizetti: - Nemorino in L’elisir d’amore - Edgardo in Lucia di Lammermoor - Tonio in La fille du régiment - Carlo di Sirval in Linda di Chamounix - Ernesto in Don Pasquale Mascagni: - Titelpartie in L’amico Fritz Massenet: - Chevalier Des Grieux in Manon - Titelpartie in Werther Mozart: - Idamante in Idomeneo - Ozia in La Betulia liberata - Don Ottavio in Don Giovanni - Ferrando in Così fan tutte - Tamino in Die Zauberflöte |  | Puccini: - F. B. Pinkerton in Madama Butterfly - Rinuccio in Gianni Schicchi Rossini: - Lindoro in L’italiana in Algeri - Don Narciso in Il turco in Italia - Conte d’Almaviva in Il barbiere di Siviglia - Don Ramiro in La Cenerentola - Giannetto in La gazza ladra - Uberto/Giacomo V in La donna del lago Johann Strauss jr.: - Alfred in Die Fledermaus Richard Strauss: - Flamand in Capriccio Verdi: - Alfredo in La traviata - Fenton in Falstaff Wolf-Ferrari: - Filipeto in I quatro rusteghi |

## Tondokumente
Cesare Valletti besaß eine „ganz lyrisch gebildete, ausdrucksvolle“ Stimme (so Kutsch/Riemens), die insbesondere in den Rollen von Mozart, Rossini, Donizetti und Ermanno Wolf-Ferrari zur Geltung kam.
Die Stimme von Cesare Valletti ist durch zahlreiche Operngesamtaufnahmen und diverse Live-Mitschnitte dokumentiert. Das Schallplattenlabel Palladio gab einen Sampler von Arien aus den 1950er Jahren mit dem Titel „The Last Tenore di Grazia“.
Ausgewählte Gesamtaufnahmen
- 1950 – Cimarosa: Il matrimonio segreto, Live-Aufnahme mit Alda Noni, Giulietta Simionato, Sesto Bruscantini, Ornella Rovero, Antonio Cassinelli; Orchester des Maggio Musicale Fiorentino, Dirigent: Manno Wolf-Ferrari, Cetra.
- 1950 – Donizetti: La fille du régiment (ital.), mit Lina Pagliughi, Sesto Bruscantini, Dirigent: Mario Rossi; Chor und Orchester der RAI Turin, Cetra.
- 1950 – Rossini: La Cenerentola, mit Giulietta Simionato, Dirigent: Mario Rossi; Chor und Orchester der RAI Turin, Cetra.
- 1951 – Verdi: Falstaff, mit Renata Tebaldi, Mariano Stabile, Dirigent: Victor de Sabata; Chor und Orchester des Teatro alla Scala Mailand, Urania Records.
- 1952 – Donizetti: Don Pasquale, mit Alda Noni, Mario Borriello, Sesto Bruscantini, Dirigent: Mario Rossi; Chor und Orchester der RAI Turin, Cetra.
- 1952 – Donizetti: L’elisir d’amore, mit Alda Noni, Afro Poli, Sesto Bruscantini, Dirigent: Gianandrea Gavazzeni; Chor und Orchester der RAI Turin, Cetra.
- 1952 – Rossini: Il barbiere di Siviglia, mit Dora Gatta, Gino Bechi, Dirigent: Victor de Sabata; Live-Mitschnitt La Scala 1952, ed. GOP/Memories/Urania.
- 1953 – Mozart: Don Giovanni, mit Giuseppe Taddei, Italo Tajo, Maria Curtis Verna, Carla Gavazzi, Elda Ribetti, Dirigent: Max Rudolf; Chor und Orchester der RAI Turin, Cetra.
- 1955 – Bellini: La sonnambula, mit Maria Callas, Giuseppe Modesti, Eugenia Ratti, Gabriella Carturan, Pier Luigi Latinucci, Giuseppe Nessi, Dirigent: Leonard Bernstein; Chor und Orchester des Teatro alla Scala (die „legendäre Scala-Produktion“[8] von Luchino Visconti, Premiere: 5. März 1955), Cetra Opera Live, später auch bei Opera d’Oro/Myto.
- 1956 – Verdi: La Traviata, mit Rosanna Carteri, Leonard Warren, Dirigent: Pierre Monteux; Chor und Orchester der Römischen Oper, RCA
- 1958 – Puccini: Madama Butterfly mit Anna Moffo, Rosalind Elias, Renato Cesari, Dirigent: Erich Leinsdorf; Chor und Orchester der Römischen Oper, RCA.
- 1958 – Rossini: Il barbiere di Siviglia, mit Roberta Peters, Robert Merrill, Fernando Corena, Giorgio Tozzi, Chor und Orchester der Metropolitan Opera New York, RCA.
- 1958 – Verdi: La traviata, Live-Mitschnitt mit Maria Callas (Violetta), Mario Zanasi (Germont), Dirigent: Nicola Rescigno; Chor und Orchester des Royal Opera House London, Arkadia.
- 1959 – Donizetti: Linda di Chamounix, mit Antonietta Stella, Renato Capecchi, Giuseppe Modesti, Fedora Barbieri, Giuseppe Taddei, Dirigent: Tullio Serafin; Chor und Orchester des Teatro San Carlo Neapel, Philips.
- 1959 – Mozart: Don Giovanni, mit Cesare Siepi, Birgit Nilsson, Leontyne Price, Fernando Corena, Dirigent: Erich Leinsdorf; Chor der Wiener Staatsoper, Wiener Philharmoniker, Decca.
- 1960 – Mozart: Don Giovanni, Live-Mitschnitt der Salzburger Festspiele, mit Eberhard Waechter, Leontyne Price, Elisabeth Schwarzkopf, Walter Berry, Dirigent: Herbert von Karajan; Chor der Wiener Staatsoper, Wiener Philharmoniker, Movimento Musica.
- 1965 – Rossini: La gazza ladra, stark gekürzte Live-Aufnahme aus Florenz, mit Gino Orlandini (Fabrizio Vingradito), Flora Rafanelli (Lucia), Nicoletta Panni (Ninetta), Paolo Montarsolo (Fernando Villabella), Paolo Washington (Gottardo), Anna Maria Rota (Pippo), Roberto Ferraro (Isacco), Dirigent: Bruno Bartoletti; Chor und Orchester des Maggio Musicale Fiorentino, Opera d’Oro OPD.